# Tulinges
Els tulinges (en llatí Tulingi) van ser un poble gal que l'any 58 aC, quan els helvecis van decidir abandonar el seu país, van convèncer als latobriges juntament amb als ràuracs (rauraci) i els tulinges (tulingi), que eren els seus veïns, que emigressin amb ells cap a la Gàl·lia. Van cremar les seves cases, les seves ciutats i pobles per unir-se a aquella emigració. Els latobriges eren uns 14.000 i els tulinges uns 36.000.